# Helena Araújo
Pour les articles homonymes, voir Araújo (homonymie).
Helena Araújo est une écrivaine, critique littéraire et professeur internationale de littérature latino-américaine née le 20 janvier 1934 à Bogota en Colombie et morte le 2 février 2015 à Lausanne en Suisse. Ses œuvres ont été publiées et traduites en Europe et en Amérique du Sud.

## Biographie
Fille d'Alfonso Araújo Gaviria et d'Emma Ortiz Márquez, elle grandit dans un environnement politique et intellectuel influencé par la carrière de son père dans le gouvernement colombien,,,. Son enfance et son adolescence se déroulent entre la Colombie, le Venezuela, le Brésil et les États-Unis où son père travaillait en tant que diplomate. Elle termine ses études supérieures à l'âge de quinze ans à la Immaculata High School de Washington (district de Columbia) (1949) et commence ses études universitaires de Littérature et Philosophie à l'université du Maryland (1949-1950). De retour en Colombie, elle continue ses études à l'Université nationale de Colombie jusqu'à son mariage avec Pierre Albrecht de Martini avec qui elle a eu quatre filles, Priscilla, Gisèle, Nicole et Jocelyne. En 1971, elle s'installe avec ses filles dans la région de Lausanne en Suisse, où en tant que veuve, elle continue des cours à l'Université de Genève et à l'Université de Lausanne.

## Carrière
Helena Araújo a participé et présenté aux États-Unis ainsi qu'en Europe des séminaires de littérature latino-américaine. Elle a enseigné la littérature et culture latino-américaine et espagnole à l'université populaire de Lausanne de 1994 à 2002. Sa passion pour la critique littéraire la mène à la publication de nombreux articles dans des revues littéraires internationales. Elle a également publié des collections d'histoires courtes, de critiques littéraire ainsi que des livres de fiction et d'autobiographie.
Helena Araújo a reçu plusieurs prix littéraires et entre eux, en 1984, le Premio Platero des Nations unies pour son œuvre Post-nadaistas colombianas.
En 2005, la municipalité de Lausanne et l'Ambassade de Colombie à Berne font hommage à Helena Araújo pour ses œuvres littéraires.
En 2009, la Commission Présidentielle de la Colombie pour l’Égalité de la Femme a rendu hommage à Helena Araújo pendant la VIe Rencontre d'Écrivains Colombiennes.
Le journal colombien El Tiempo a publié un article sur le parcours d'Helena Araújo qui a été présenté lors de cet hommage.

## Livres
- (es) Helena Araújo, La"M" de las Moscas (short story anthology), Bogotá, Tercer Mundo, 1970 (OCLC 1968681, lire en ligne)
- (es) Helena Araújo, Signos y Mensajes (literary criticism), Bogotá, Institut de Culture de Colombie, 1976 (OCLC 2735167, lire en ligne)
- (es) Helena Araújo, Fiesta en Teusaquillo (novel), Bogotá, Plaza & Janés, 1981 (OCLC 8069072, lire en ligne)
- (es) Helena Araújo, La Scherezada Criolla (literary criticism), Bogotá, Université nationale de Colombie, 1989, 258 p. (ISBN 978-958-17-0047-9, OCLC 20452454, lire en ligne)
- (es) Helena Araújo, Emma Lucía Ardila, Andrea Echeverri, Alejandra Jaramillo, Adriana Jaramillo Seligmann, Freda Mosquera, Diana Ospina, Gloria Inés Peláez et Lina María Pérez, Ardores y Furores (short story anthology), Bogotá, Planeta, 2003, 114 p. (ISBN 978-958-42-0565-0, OCLC 53047777, lire en ligne)
- (es) Helena Araújo- "Las Cuitas de Carlota" March Editores Barcelona 2003  (ISBN 84-95608-15-4)
- (es) Helena Araújo, Las Cuitas de Carlota (novel), Medellín, Hombre Nuevo, 2007, 162 p. (ISBN 978-958-8245-42-3 et 958-8245-42-7, OCLC 243824310, lire en ligne)
- (es) Helena Araújo, Esposa Fugada y Otros Cuentos Viajeros (short story anthology), Medellín, Hombre Nuevo, 2009, 164 p. (ISBN 978-958-8245-65-2 et 958-8245-65-6, OCLC 456670106, lire en ligne)
- (es) Helena Araújo, Adelaida: 1848 (historical novel), Bogotá, Université nationale de Colombie, 2021 (ISBN 9789587945669)
- (es) Helena Araújo, Fiesta en Teusaquillo (novel), Bogotá, Universidad de los Andes, Universidad EAFIT, Universidad Nacional de Colombia, 2022 (ISBN 9789587982039)

Chapitres
- (es) Germán Arciniegas (dir.), Manual de Literatura Colombiana (essay anthology), Bogotá, Procultura & Planeta, 1988, 755 p. (ISBN 958-614-265-5, OCLC 18907822, lire en ligne), « Siete Novelistas Colombianas »
- (es) Julio Ortega (dir.), Gaborio : Artes De Releer a Gabriel García Márquez (essay anthology), Mexico City, Jorale, 2003, 227–238 p. (ISBN 978-968-5863-00-1, OCLC 56087816, lire en ligne), « Sobre Las Marquecianas »
- (en) Celia Correas Leal (foreword by Isabel Allende), Short Stories by Latin American Women : The Magic And The Real (short story anthology), New York City, Modern Library, 2003, 246 p. (ISBN 978-0-8129-6707-4, OCLC 50272789, présentation en ligne, lire en ligne), « Asthmatic »

## Traductions

### Anglais
- Asthmatic Short Stories by Latin American Women The Magic And The Real, Modern Library Publisher, New York, 2003[14]

### Français
- La Cure, en Colombie à Chœur ouvert, Éditions F. Majault, Paris, 1991
- La Blessure, en Vericuentos (revue littéraire) No. 5, Paris, 1992
- La Poésie de Mario Camelo, en Feuxcroisés (revue littéraire) No.4, Genève, 2002

### Allemand
- Der offene Brief, Torturada, Wiener Frauenverlag, Vienne, 1993
- Catoctin, Kusse und eilige Rosen, Limmat-Verlag, Zurich, 1998

### Italien
- Catoctin, Nuova Prosa 56/57, Univercita di Bergamo, 2011

## Publications dans des revues littéraires
- Revista Universidad de Antioquia[15]
- Quimera - Revista de Literatura[16]
- Hispamérica - Revista de Literatura[17]
- Revista Anthropos[18]
- Literatura: Teoría, Historia y Crítica[19]
- Barcarola: Revista de Creación Literaria[20]
- Lingüística y Literatura[21]
- Aurora Boreal[22]